# بيت إسحاق-شاعر حيفر
بيت إسحاق-شاعر حيفر مستوطنة إسرائيلية أقيمت عام 1939 على أراضي قضاء طولكرم.

## التاريخ
تأسست مستوطنة بيت إسحاق-شاعر حيفر عام على يد مهاجرين ألمان عام 1939.

## الموقع
أقيمت مستوطنة بيت إسحاق-شاعر حيفر على أراضي قرية أم خالد في قضاء طولكرم.

## السكان
بلغ عدد سكان مستوطنة بيت إسحاق-شاعر حيفر 2,079 نسمة خلال تعداد عام 2018.

## الاقتصاد
يعتمد اقتصاد مستوطنة بيت إسحاق-شاعر حيفر في المقام الأول على الزراعة، وبخاصة الفواكه والخضروات.